# Hoàng (họ)
Hoàng hay Huỳnh (chữ Hán: 黃) là một họ ở Việt Nam. Ngoài ra họ Hoàng có thể tìm thấy ở Trung Quốc, Hàn Quốc, Đài Loan, Triều Tiên. Họ Hoàng trong tiếng Trung có thể phiên âm Latinh thành Huang, Wong, Vong, Bong, Ng, Uy, Wee, Oi, Oei or Ooi, Ong, Hwang, hay Ung theo phương ngữ từng vùng. Họ Hoàng trong tiếng Triều Tiên được phiên âm thành Hwang.
Ở miền Trung (từ Huế và một phần nhỏ Quảng Trị trở vào) và miền Nam Việt Nam, do kỵ húy chúa Nguyễn Hoàng nên họ Hoàng được đọc chệch thành Huỳnh từ hàng trăm năm nay. Nhiều người Hoa khi đăng ký hộ tịch, không dùng phiên âm Hán-Việt để ghi tên mình ra chữ Quốc ngữ, mà dùng phiên âm trực tiếp từ một phương ngôn tiếng Hoa nào đó. Vì thế, tại Việt Nam họ Hoàng còn có một biến thể khác là Vòng hoặc Voòng.
Họ Hoàng là họ phổ biến thứ 7 ở Trung Quốc. Tổng số người họ Hoàng ở Trung Quốc và Đài Loan ước tính 29 triệu người, ngoài ra còn có hơn hai triệu người Hoa kiều mang họ này. 4,3 triệu người Việt và 1 triệu người Triều Tiên có họ Hoàng. Điều tra dân số năm 2000 của Hàn Quốc cho thấy đây là họ của 644.294 người, xếp thứ 17.
Lưu ý phân biệt họ Hoàng (黃) và họ Hoàng Phủ (皇甫), tránh nhầm lẫn là cùng một họ, do chữ Quốc ngữ chỉ biểu âm, không biểu rõ nghĩa như chữ Hán và chữ Nôm.

## Người Việt Nam nổi tiếng

### Họ Hoàng

#### Thời phong kiến
- Hoàng Cống, quê Hoa Lư Ninh Bình, danh tướng thời Hai Bà Trưng
- Hoàng Thiều Hoa, nữ tướng dưới thời Hai Bà Trưng, hiệu là Tiên Phong nữ tướng
- Hoàng Chí Công, Hoàng Sơn Khung, Hoàng Thị Đậu, Hoàng Thông, Hoàng Trung Công, Hoàng Uy Công là những vị tướng nhà Đinh giúp Đinh Bộ Lĩnh đánh dẹp loạn 12 sứ quân.
- Hoàng Thị Thi, mỹ hiệu Ngô phu nhân là một bà hoàng hậu của Vua Đinh Tiên Hoàng, sinh ra thái tử Đinh Hạng Lang.
- Hoàng Hối Khanh, Thái học sinh thời Trần Thuận Tông, quan nhà Hồ
- Hoàng Quán Chi, thủ khoa thời nhà Trần
- Hoàng Trình Thanh, đại thần nhà Lê Sơ[3]
- Hoàng Đức Lương, là văn thần, nhà thơ thời Lê Sơ, là người biên soạn cuốn Trích diễm thi tập
- Hoàng Nghĩa Phú, trạng nguyên, quan nhà Hậu Lê

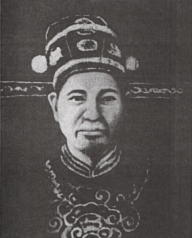
Tổng đốc Hoàng Diệu

- Hoàng Đăng Quang tức Mạc Đăng Lượng, quận công phó quốc Vương Triều Mạc
- Hoàng Ngũ Phúc, danh tướng thời Lê Trung Hưng, người đánh dẹp các cuộc khởi nghĩa nông dân Đàng Ngoài
- Hoàng Nghĩa Giao, tướng thời Lê trung hưng
- Hoàng Nguyễn Thự, danh sĩ dưới thời Lê trung hưng và Tây Sơn

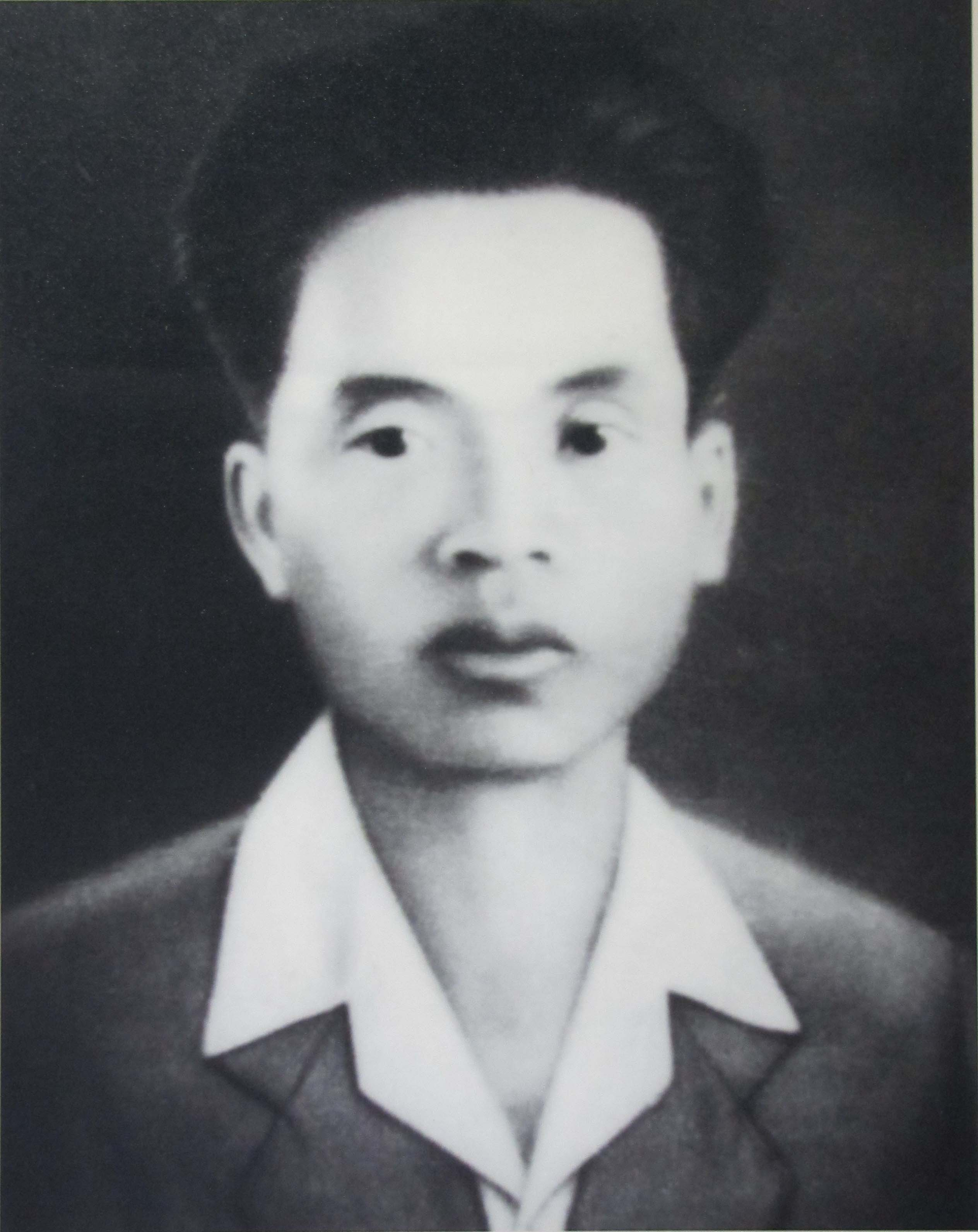
Nhà hoạt động cách mạng Hoàng Văn Thụ.

- Hoàng Công Chất, một thủ lĩnh trong các cuộc khởi nghĩa nông dân Đàng Ngoài
- Hoàng Phùng Cơ, tướng cuối thời Hậu Lê
- Hoàng Đôn Hòa, lương y dưới thời Lê Trang Tông (1533), được sắc phong Lương y dược linh thông cư sĩ [4]
- Hoàng Văn Tán, trạng nguyên khoa thi Quý Mùi dưới thời Lê Cung Đế, quan triều Mạc
- Hoàng Sầm, thám hoa, quan triều Mạc, ông được chép trong sách Tang thương ngẫu lục
- Hoàng Đình Bảo, hay Huy quận công, đại thần thời Lê-Trịnh
- Hoàng Kế Viêm, phò mã, danh tướng nhà Nguyễn
- Hoàng Văn Lịch, thợ cơ khí thời Nguyễn
- Hoàng Tế Mỹ, hoàng giáp, quan nhà Nguyễn
- Hoàng Đình Tá, hoàng giáp, quan nhà Nguyễn
- Hoàng Bính, hoàng giáp, quan nhà Nguyễn
- Hoàng Ngọc Uẩn, một văn nhân trong nhóm Bình Dương thi xã ở đất Gia Định, văn thần của triều Nguyễn
- Hoàng Diệu, tên thật Hoàng Kim Tích, Phó Bảng, tổng đốc Hà Ninh thời nhà Nguyễn, quyết tử bảo vệ thành Hà Nội trước quân Pháp năm 1882.
- Hoàng Bật Đạt, quan nhà Nguyễn, tham gia khởi nghĩa Ba Đình 1886-1887
- Hoàng Văn Hòe, đỗ tiến sĩ năm Canh Thìn (1880), nhà thơ, chí sĩ phong trào Cần Vương
- Huỳnh Côn, đỗ phó bảng năm 1887, Thượng thư nhà Nguyễn; là Ông nội của nhà văn Bảo Ninh
- Hoàng Cao Khải, quan đại thần thân Pháp nhà Nguyễn
- Hoàng Trọng Phu, quan nhà Nguyễn, Tổng đốc Hà Đông
- Hoàng Tăng Bí, nhân sĩ yêu nước, nhà soạn tuồng, một trong số trí thức sáng lập phong trào Đông Kinh Nghĩa Thục
- Hoàng Thị Cúc, hoàng hậu nhà Nguyễn, vợ vua Khải Định, mẹ Bảo Đại

#### Chính trị và quân sự
- Hoàng Văn Thụ, nhà hoạt động chính trị phong trào cộng sản
- Hoàng Kim Giao, liệt sĩ, giải thưởng Hồ Chí Minh đợt I
- Hoàng Văn Hoan, nhà chính trị, nguyên Ủy viên Bộ Chính trị, Phó Chủ tịch Quốc hội VNDCCH
- Hoàng Minh Giám, nhà chính trị, cố Bộ trưởng Bộ Ngoại giao và Bộ Văn hóa
- Hoàng Văn Thái, Đại tướng QĐNDVN
- Hoàng Lê Kha, Anh hùng lực lượng vũ trang nhân dân
- Hoàng Văn Thái, Trung tướng QĐNDVN
- Hoàng Kiện, Thiếu tướng QĐNDVN, Phó Tư lệnh QK4, Phó Giám đốc Học viện Quốc phòng
- Hoàng Đan, Thiếu tướng QĐNDVN, Phó tư lệnh Quân đoàn 2, Phó Giám đốc Học viện Quốc phòng
- Hoàng Cơ Minh, phó đề đốc Hải quân Việt Nam Cộng hòa, người sáng lập Đảng Việt Tân
- Hoàng Minh Thi, Thiếu tướng QĐNDVN
- Hoàng Xuân Lãm, tướng lĩnh quân lực Việt Nam Cộng Hòa
- Hoàng Quốc Thịnh, Quyền Bộ trưởng Bộ Nội thương: Từ 3 tháng 11 năm 1966 đến 30 tháng 10 năm 1967.
- Hoàng Bằng, nguyên Chính ủy Viện Khoa học và Công nghệ Quân sự.
- Hoàng Anh, nguyên Phó thủ tướng VNDCCH, Bộ trưởng bộ tài chính
- Hoàng Quy, nguyên Bộ trưởng Bộ tài chính
- Hoàng Văn Phong, nguyên Bộ trưởng Bộ Khoa học và Công nghệ
- Hoàng Trung Hải, Phó Thủ tướng, nguyên Bộ trưởng Bộ Công nghiệp Việt Nam, Bí thư thành ủy Hà Nội
- Hoàng Tuấn Anh, Bộ trưởng, Bộ Văn hóa Thể thao và Du lịch
- Hoàng Văn Nghiên, nguyên Chủ tịch Ủy ban nhân dân thành phố Hà Nội

#### Khoa học
- Hoàng Xuân Hãn, giáo sư toán học, kỹ sư, nhà nghiên cứu ngôn ngữ và văn hóa giáo dục Việt Nam
- Hoàng Thúc Trâm, nhà sử học, hiệu Hoa Bằng
- Hoàng Thị Nga, nữ Tiến sĩ Vật lý đầu tiên người Việt Nam, hiệu trưởng đầu tiên của Trường Đại học Khoa học, Đại học Quốc gia Việt Nam Dân chủ Cộng hòa.
- Hoàng Tụy, giáo sư toán học, giải thưởng Hồ Chí Minh đợt I, giải thưởng Constantin Caratheodory[5]
- Hoàng Xuân Sính, giáo sư toán học, nhà giáo nhân dân
- Hoàng Như Tiếp, kiến trúc sư, giải thưởng Hồ Chí Minh đợt I

#### Y tế

Giáo sư, bác sĩ Hoàng Tích Trý.

- Hai anh em Hoàng Tích Trý, giáo sư, bác sĩ vi trùng học, cố Bộ trưởng Bộ Y tế, và Hoàng Tích Mịnh, bác sĩ, giải thưởng Hồ Chí Minh đợt I. Hoàng Thủy Nguyên, con trai Hoàng Tích Trý, cũng là bác sĩ, nhận giải thưởng Hồ Chí Minh đợt II về khoa học Y Dược.
- Hoàng Đình Cầu, giáo sư bác sĩ phẫu thuật Việt Nam

#### Văn học và ngôn ngữ học
- Hoàng Xuân Nhị, nhà giáo, nhà văn, dịch giả Việt Nam
- Hoàng Tích Chỉ nhà biên kịch hàng đầu của nền điện ảnh cách mạng Việt Nam.
- Hoàng Phạm Trân, bút danh Nhượng Tống, nhà văn, dịch giả
- Hoàng Ngọc Phách, nhà văn, tác giả tiểu thuyết Tố Tâm
- Hoàng Như Mai, giáo sư văn học, nhà văn
- Hoàng Ngọc Hiến, nhà lý luận phê bình, dịch giả văn học, nguyên hiệu trưởng trường viết văn Nguyễn Du
- Hoàng Văn Phúc, nhà thơ, nhạc sĩ, ông là tác giả bài thơ Về đây nghe em
- Hoàng Trung Thông, nhà thơ
- Hoàng Phê, nhà ngôn ngữ, từ điển học
- Hoàng Nhuận Cầm, nhà thơ hiện đại
- Hoàng Ấu Phương, tức Bảo Ninh, cháu nội của Hoàng (Huỳnh Côn), nhà văn, tác giả của tiểu thuyết Nỗi buồn chiến tranh
- Hoàng Minh Tường, nhà văn

#### Nghệ thuật
- Bốn anh em: Hoàng Tích Chu, nhà báo; Hoàng Tích Chù, họa sĩ, giải thưởng Hồ Chí Minh; Hoàng Tích Linh, nhà viết kịch; và Hoàng Tích Chỉ, nhà biên kịch điện ảnh, giải thưởng Hồ Chí Minh về văn học nghệ thuật
- Hai anh em Hoàng Quý và Hoàng Phú (Tô Vũ), nhạc sĩ từ thời tiền chiến
- Hoàng Giác, nhạc sĩ
- Hoàng Khánh Ngọc, Siêu mẫu Việt Nam 2004, đại diện Việt Nam dự thi Hoa hậu Hoàn vũ 2004.
- Hoàng Thị Thùy, Á hậu 1 Hoa hậu Hoàn vũ Việt Nam 2017, đại diện Việt Nam tham dự Hoa hậu Hoàn vũ 2019.
- Hoàng Hà, tên thật Hoàng Phi Hồng, nhạc sĩ
- Hùng Lân, tên thật Hoàng Văn Cường, nhạc sĩ
- Hoàng Châu Ký, giáo sư, nhà nghiên cứu tuồng
- Hoàng Trọng, nhạc sĩ với nhiều bản tango
- Hoàng Lập Ngôn, họa sĩ
- Hoàng Việt , họa sĩ thiết kế
- Hoàng Thi Thơ, nhạc sĩ
- Hoàng Oanh, ca sĩ người Việt hải ngoại
- Ngọc Anh, ca sĩ nhạc Việt Nam, cựu thành viên tam ca 3A.
- Hoàng Thùy Linh, diễn viên, ca sĩ Việt Nam
- Hoàng Thị Hạnh, Hoa hậu Sắc đẹp Châu Á 2017, đại diện Việt Nam tham dự Hoa hậu Trái Đất 2019.
- Hoàng Văn Hoàn, nghệ sĩ make up- Giải nhất I-Diffirent
- Hoàng Quang Sơn, diễn viên, quán quân gương mặt điện ảnh 2019
- Hoàng Thị Xuân Trang, nhà thơ và họa sĩ người Huế.

#### Thể thao
- Hoàng Vĩnh Giang, nhà hoạt động thể thao, phó chủ tịch Ủy ban Olympic châu Á
- Hoàng Xuân Vinh, vận động viên bắn súng
- Hoàng Anh Tuấn, vận động viên cử tạ
- Hoàng Thanh Trang, nữ đại kiện tướng cờ vua
- Hoàng Thị Loan (cầu thủ bóng đá), nữ cầu thủ bóng đá
- Hoàng Anh Tuấn,huấn luyện viên bóng đá
- Hoàng Văn Toản, cầu thủ bóng đá
- Hoàng Vĩnh Nguyên, cầu thủ bóng đá
- Hoàng Văn Phúc, Huấn Luyện Viên bóng đá

#### Tôn giáo
- Đa Minh Hoàng Văn Đoàn, nguyên Giám mục chính tòa Giáo phận Qui Nhơn
- Giuse Hoàng Văn Tiệm, nguyên Giám mục chính tòa Giáo phận Bùi Chu
- Micae Hoàng Đức Oanh, nguyên Giám mục chính tòa Giáo phận Kon Tum
- Cosma Hoàng Văn Đạt, nguyên Giám mục chính tòa Giáo phận Bắc Ninh
- Đaminh Hoàng Minh Tiến, Giám mục chính tòa Giáo phận Hưng Hóa

#### Kinh doanh
- Hoàng Kiều, tức Kieu Hoang, tỷ phú Mỹ gốc Việt[6][7]
- Hoàng Chúc, tức Chuc Hoang, doanh nhân Pháp gốc Việt
- Hoàng Quốc Vượng, Chủ tịch hội đồng quản trị nguyên Tổng giám đốc tập đoàn Tập đoàn Dầu khí Việt Nam sắp nghỉ hưu vào ngày 1/1/2024 là một doanh nhân chính trị gia việt nam ...vv

#### Khác
- Hoàng Thị Loan vợ của cụ phó bảng Nguyễn Sinh Sắc mẹ của Chủ tịch nước Hồ Chí Minh.

### Họ Huỳnh

#### Thời quân chủ
- Huỳnh Thị Cúc, một trong Tây Sơn ngũ phụng thư, nữ tướng nhà Tây Sơn
- Huỳnh Tường Đức, tên thật của Nguyễn Huỳnh Đức, là danh tướng, công thần khai quốc triều Nguyễn
- Huỳnh Công Giản, võ quan của chúa Nguyễn
- Huỳnh Mẫn Đạt, nhà thơ, quan nhà Nguyễn
- Huỳnh Công Lý , Quan nhà Nguyễn
- Huỳnh Công Trí , Quan tổng trấn Mỹ Hội Đông

#### Chính trị và quân sự

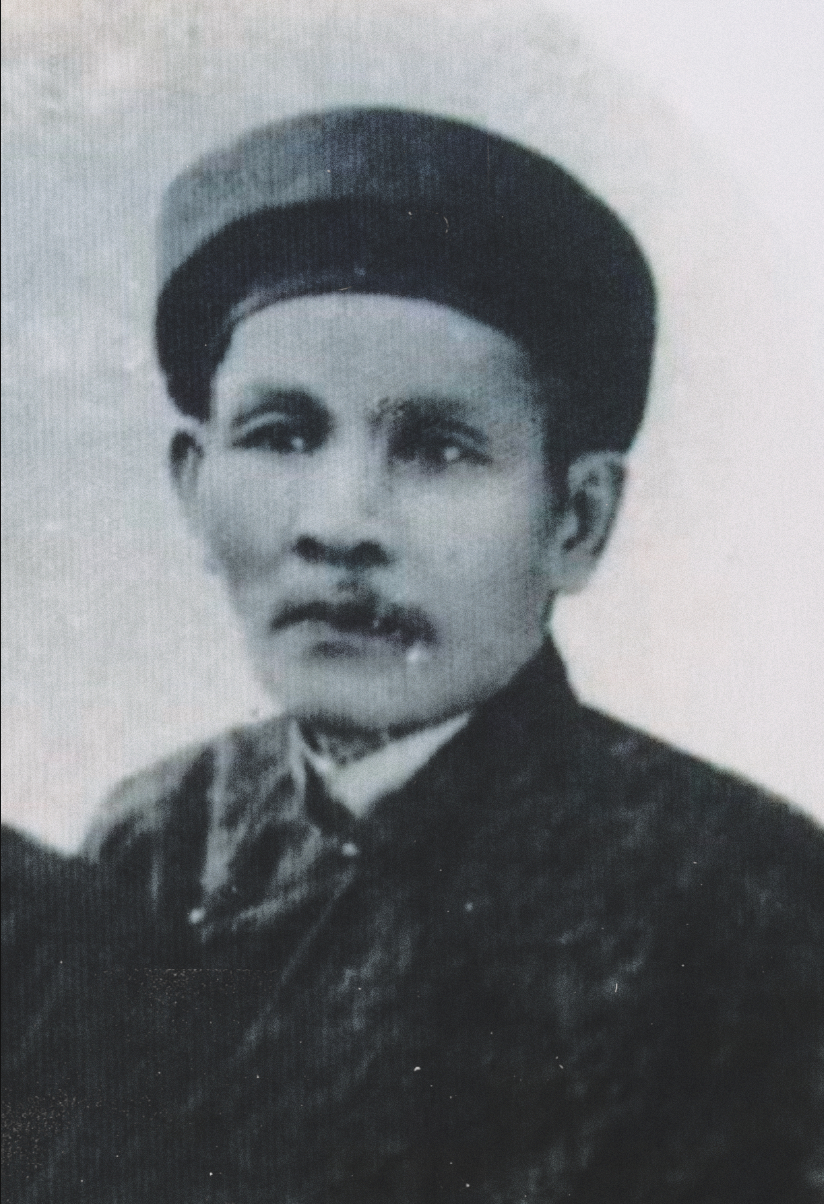
Chí sĩ, nhà báo Huỳnh Thúc Kháng

- Huỳnh Thúc Kháng, nhà yêu nước, cố Bộ trưởng Bộ Nội vụ Việt Nam Dân chủ Cộng hòa
- Huỳnh Tấn Phát, kiến trúc sư, Chủ tịch Chính phủ Cách mạng lâm thời Cộng hòa miền Nam Việt Nam, Phó Thủ tướng, giải thưởng Hồ Chí Minh đợt I
- Huỳnh Đảm, nguyên Ủy viên TW Đảng CSVN, Chủ tịch Ủy ban Trung ương Mặt trận Tổ quốc Việt Nam
- Huỳnh Thị Nhân, nguyên Ủy viên TW Đảng CSVN
- Huỳnh Văn Nghệ, là một nhà hoạt động cách mạng và là một chỉ huy quân sự Việt Nam, nổi tiếng về tài thi ca, có những câu thơ được nhiều người truyền tụng. Ông được nhà nước Việt Nam truy tặng danh hiệu Anh hùng lực lượng vũ trang nhân dân.
- Huỳnh Văn Trí (còn được biết là Mười Trí), bộ đội trong Chiến tranh Đông Dương tại Miền Nam, Việt Nam
- Huỳnh Văn Cao, cựu chính khách, tướng lĩnh Việt Nam Cộng Hòa
- Huỳnh Thiện Lộc, chính trị gia Việt Nam
- Huỳnh Ngọc Sơn,Thượng Tướng, nguyên Ủy viên Trung ương Đảng, nguyên Phó Chủ tịch Quốc hội nước Cộng hòa Xã hội Chủ nghĩa Việt Nam
- Huỳnh Đức Thơ, Chủ tịch UBND thành phố Đà Nẵng
- Huỳnh Minh Chắc, Bí thư Tỉnh ủy Hậu Giang
- Huỳnh Uy Dũng, doanh nhân, nguyên đại biểu quốc hội khóa X
- Huỳnh Phong Tranh, tổng thanh tra chính phủ
- Huỳnh Văn Bánh, liệt sĩ, bí thư phân khu ủy
- Huỳnh Vĩnh Ái, nguyên Thứ trưởng Bộ VHTTDL
- Huỳnh Khương An, đảng viên Đảng Cộng sản Pháp, liệt sĩ đấu tranh chống Phát xít.
- Huỳnh Chiến Thắng, Thượng Tướng Quân Đội Nhân Dân Việt Nam

#### Khoa học và ngôn ngữ học
- Huỳnh Thị Bảo Hòa, một trong những nhà văn nữ tiên phong trong phong trào Duy Tân và sử dụng chữ Quốc Ngữ
- Huỳnh Tịnh Của, nhà văn hóa và ngôn ngữ học
- Huỳnh Sanh Thông, học giả văn học Việt Nam tại Đại học Yale, giải thưởng MacArthur Fellowship năm 1987
- Huỳnh Mùi, nhà toán học, được biết đến với bất biến Dickson-Mui mang tên ông.
- Huỳnh Huynh, nhà thống kê học, giáo sư Đại học South Carolina, được biết đến với kiểm định hai nhân tố Huynh-Feldt mang tên ông

#### Nghệ thuật
- NSND Viễn Châu (Huỳnh Trí Bá), nhạc sĩ, danh cầm, soạn giả cải lương.
- Huỳnh Anh, nhạc sĩ
- Huỳnh Nhật Tân, nhạc sĩ
- Huỳnh Minh Thủy (nghệ danh Thủy Top), diễn viên, ca sĩ nổi tiếng
- Tâm Đoan, tức Huỳnh Ngọc Tâm Đoan, một nữ ca sĩ người Canada gốc Việt
- Kristine Sa, tên thật Huỳnh Ngọc Nhã Yến, ca sĩ nhạc Pop người Việt tại Canada
- Huỳnh Hữu Ủy, nhà nghiên cứu và phê bình mĩ thuật
- Huỳnh Phúc Điền, đạo diễn phim
- Trường Vũ, tên thật Huỳnh Văn Ngoảnh, ca sĩ hải ngoại
- Đàm Vĩnh Hưng tên thật Huỳnh Minh Hưng, ca sĩ
- Lâm Khánh Chi tên thật Huỳnh Phương Khanh, ca sĩ chuyển giới
- Huỳnh Trấn Thành, MC, diễn viên điện ảnh, diễn viên hài, diễn viên lồng tiếng
- Huỳnh Văn Gấm, họa sĩ, Giải thưởng Hồ Chí Minh về văn học nghệ thuật
- Huỳnh Lập, diễn viên và đạo diễn
- Huỳnh Thị Thùy Dung, Á hậu 2 Hoa hậu Việt Nam 2016, đại diện Việt Nam tham dự Hoa hậu Quốc tế 2017
- Huỳnh Phạm Thủy Tiên, Á hậu 2 Hoa hậu Hoàn vũ Việt Nam 2022
- Huỳnh Nguyễn Mai Phương, Hoa hậu Thế giới Việt Nam 2022, đại diện Việt Nam dự thi Hoa hậu Thế giới 2023
- Huỳnh Thị Yến Nhi, Á khôi 1 Hoa khôi Áo dài Việt Nam 2016, Á hậu 1 Hoa hậu Hữu nghị ASEAN 2017, đại diện Việt Nam tham dự Hoa hậu Hoàn cầu 2018
- Huỳnh Thị Thanh Thủy, Hoa hậu Việt Nam 2022
- Huỳnh Trần Ý Nhi, Hoa hậu Thế giới Việt Nam 2023, đại diện Việt Nam dự thi Hoa hậu Thế giới 2024
- Huỳnh Minh Kiên, Á hậu 2 Hoa hậu Thế giới Việt Nam 2023
- Huỳnh Thới Ngọc Thảo (Ba Lùi), diễn viên, MC, tiktoker

#### Tôn giáo
- Huỳnh Phú Sổ, giáo chủ của Phật giáo Hòa Hảo
- Nicôla Huỳnh Văn Nghi, nguyên Giám mục chính tòa Giáo phận Phan Thiết
- Phaolô Huỳnh Đông Các, nguyên Giám mục chính tòa Giáo phận Qui Nhơn
- Giacôbê Huỳnh Văn Của, nguyên Giám mục phó Giáo phận Phú Cường
- Phêrô Huỳnh Văn Hai, Giám mục chính tòa Giáo phận Vĩnh Long

#### Khác
- Huỳnh Khương Ninh, nhà giáo, sáng lập trường Tư thục Huỳnh Khương Ninh ở Đa Kao, Sài Gòn.
- Chú Hỏa, tức Huỳnh Văn Hoa, người Việt gốc Hoa, một trong tứ đại hào phú của Sài Gòn xưa.
- Huỳnh Mỹ Hằng, nhà hóa học tại phòng thí nghiệm quốc gia Los Alamos, giải thưởng MacArthur Fellowship năm 2007
- Nick Út, tên thật Huỳnh Công Út, phóng viên ảnh của AP
- Huỳnh Quang Thanh, cầu thủ bóng đá
- Huỳnh Quốc Cường, cầu thủ bóng đá
- Huỳnh Tấn Sinh, cầu thủ bóng đá
- Huỳnh Công Đến, cầu thủ bóng đá
- Huỳnh Tuấn Linh, cầu thủ bóng đá
- Huỳnh Thi (Paul Huỳnh), phó Giám đốc Trung tâm Thuý Nga
- Huỳnh Như, nữ cầu thủ bóng đá

## Người Trung Quốc nổi tiếng
- Hoàng Trung, một trong những tướng lĩnh dưới trướng Lưu Bị thời Tam Quốc
- Hoàng Sào, thủ lĩnh của khởi nghĩa Hoàng Sào đời nhà Đường
- Hoàng Phi Hồng, một võ sư Kung fu
- Hoàng Nhật Hoa, diễn viên của Hồng Kông
- Hoàng Thu Sinh, diễn viên Hồng Kông
- Hoàng Tử Thao, diễn viên kiêm ca sĩ Trung Quốc, hay thường được biết đến chỉ với tên Tao, là cựu thành viên nhóm nhạc K-Pop EXO
- Hoàng Tông Trạch, diễn viên Hồng Kông
- Hoàng Dịch, diễn viên Trung Quốc
- Hoàng Cảnh Du, diễn viên Trung Quốc
- Huỳnh Hiểu Minh, diễn viên Trung Quốc
- Hoàng Hiên, diễn viên Trung Quốc
- Justin Hoàng Minh Hạo, ca sĩ, cựu thành viên nhóm nhạc Nine Percent, Trung Quốc, hiện tại hoạt động trong nhóm nhạc NEXT7
- Hendery tên thật là 黄冠亨 (Bính Âm: Wong Kunhang / Huáng Guānhēng) (Hán Việt: Hoàng Quán Hanh), thành viên nhóm nhạc NCT
- Lucas tên thật là 黄旭熙 (Bính Âm: Wong Yuk-hei / Huáng Xùxī) (Hán Việt: Hoàng Húc Hi), thành viên nhóm nhạc NCT
- Renjun tên thật là 黄仁俊 (Bính Âm: Huáng Rénjùn) (Hán Việt: Hoàng Nhân Tuấn), ca sĩ, dancer, thành viên nhóm nhạc NCT
- Hoàng Xán Xán, nữ diễn viên Trung Quốc
- Hoàng Hưng, người dẫn đầu Khởi nghĩa Quảng Châu lần 2 năm 1911

## Người Triều Tiên nổi tiếng
- Hoàng Hỉ, một chính trị gia dưới thời Cao Ly, tể tướng Nhà Triều Tiên
- Hoàng Chân Y, một nữ thi sĩ sống dưới thời vua Triều Tiên Trung Tông
- Hwang Kyo-ahn, thủ tướng Hàn Quốc.
- Hwang Mi-young (Hán-Việt: Hoàng Mỹ Anh), tức Tiffany, nữ ca sĩ người Mỹ gốc Hàn Quốc, thành viên nhóm nhạc Girls' Generation
- Hwang U-seok, (Hán-Việt: Hoàng Vũ Tích), nhà khoa học Hàn Quốc có bê bối giả mạo công trình
- SinB (tên thật: Hwang Eun-bi; Hán-Việt: Hoàng Ân Phi), thành viên nhóm nhạc Gfriend, hiện tại là thành viên nhóm VIVIZ.
- Hwang Hyun-jin (Hán-Việt: Hoàng Hiền Trấn), thành viên nhóm nhạc Stray Kids
- Hwang Min-hyun (Hán-Việt: Hoàng Mẫn Hiền), thành viên nhóm nhạc NU'EST/ WANNA ONE
- Hwang Jung-eum (Hán-Việt: Hoàng Chính Âm), diễn viên Hàn Quốc.
- Hwang Yeji (Hán-Việt: Hoàng Nghệ Trí), thành viên nhóm nhạc Itzy
- Hwang Hee-han (Hán-Việt: Hoàng Hi Xán), cầu thủ bóng đá.

## Nhân vật khác
- Hoàng Chi Phong, Joshua Wong, một trong những người đứng đầu cuộc biểu tình tại Hồng Kông 2014, còn được gọi là "Cách mạng dù"
- Carol Huynh, vận động viên đấu vật đoạt huy chương vàng người Canada